# Вентасо
Вента̀со (на италиански: Ventasso, на местен диалект: Ventas, Вентас) е община в Северна Италия, провинция Реджо Емилия, регион Емилия-Романя. Административен център на общината е село Червареца Терме (Cervarezza Terme), което е разположено на 810 m надморска височина. Населението на общината е 4156 души (към 2018 г.).
Общината е създадена в 1 януари 2016 г. Тя се състои от предшествуващите общини Бузана, Коланя, Лигонкио и Рамизето.